# ماك مكينيس
ماك مكينيس (بالإنجليزية: Mack McInnis)‏ هو سياسي أمريكي، ولد في 16 مارس 1934، وتوفي في 31 مارس 2013. حزبياً، نشط في الحزب الديمقراطي. وقد انتخب عضو مجلس نواب مسيسيبي.